# ژاکلین باتست
ژاکلین باتست (انگلیسی: Jacqueline Batteast؛ زادهٔ ۲۶ مارس ۱۹۸۳) بازیکن بسکتبال، و سرمربی (بسکتبال) اهل ایالات متحده آمریکا است.